# Mops leucostigma
Mops leucostigma (Allen, 1918) è un pipistrello della famiglia dei Molossidi endemico del Madagascar e delle Isole Comore.

## Descrizione

### Dimensioni
Pipistrello di piccole dimensioni, con la lunghezza totale tra 105 e 116 mm, la lunghezza dell'avambraccio tra 40 e 45 mm, la lunghezza della coda tra 35 e 43 mm, la lunghezza del piede tra 7 e 9 mm, la lunghezza delle orecchie tra 17 e 19 mm e un peso fino a 22,5 g.

### Aspetto
La pelliccia è corta. Le parti dorsali sono bruno-rossastre, più brunastre lungo i fianchi, mentre le parti ventrali sono biancastre, con due grosse macchie allungate nella regione ascellare. Il muso è corto e largo. Il labbro superiore è ricoperto da diverse pieghe cutanee. Le orecchie sono triangolari unite anteriormente da una membrana a forma di V che si estende in avanti fino a formare una sacca dalla quale fuoriesce in entrambi i sessi una cresta di peli. Il trago è piccolo e nascosto dietro un antitrago grande e semi-circolare. Le membrane alari sono scure, eccetto la membrana tra l'avambraccio ed il quinto dito che appare bianca sulla superficie ventrale. La coda è lunga, tozza e si estende per più della metà oltre l'uropatagio.

### Ecolocazione
Emette ultrasuoni ad alto ciclo di lavoro con impulsi a banda larga e frequenza modulata, che diviene costante negli ambienti aperti, con massima energia a circa 26 kHz.

## Biologia

### Comportamento
Si rifugia all'interno di edifici come prigioni, ospedali, biblioteche e chiese dove forma colonie di diverse centinaia di individui.

### Alimentazione
Si nutre di coleotteri ed emitteri.

### Riproduzione
Sulle Isole Comore il periodo riproduttivo inizia tra la fine di novembre e i primi giorni di dicembre. Danno alla luce un piccolo alla volta.

## Distribuzione e habitat
Questa specie è diffusa in gran parte del Madagascar, incluse le isole di Nosy Be e Nosy Komba e sulle isole di Mohéli ed Anjouan, nelle Isole Comore.
Vive nelle vicinanze di foreste decidue secche e all'interno di esse tra 5 e 950 metri di altitudine.

## Conservazione
La IUCN Red List, considerato il vasto areale e la sua abilità sia di tollerare le persecuzioni che di vivere in una varietà di habitat differenti, classifica M.leucostigma come specie a rischio minimo (Least Concern).